# Paradoja sorites

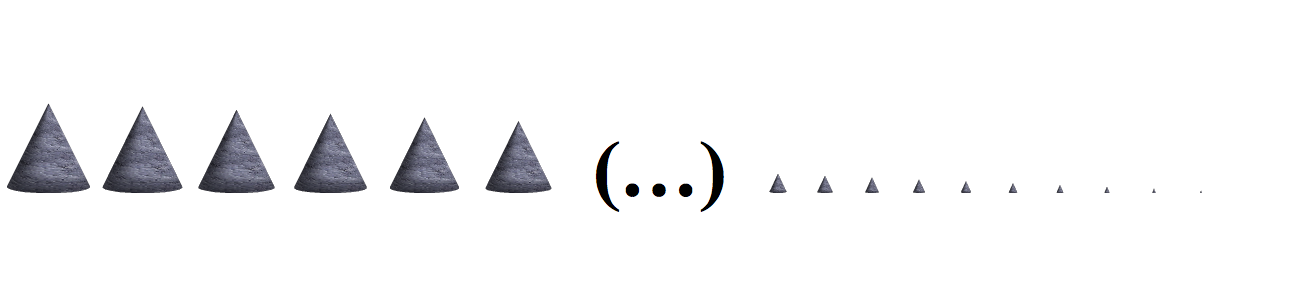
El cambio en tamaño entre dos montones "grandes" consecutivos (izquierda) es dos veces mayor que el cambio entre dos montones "pequeños" consecutivos (derecha), y aun así se ve menos significativo.

La paradoja del montón (o la paradoja sorites, sorites (σωρείτης) en griego significa «pila», «montón») es una paradoja que aparece cuando la gente utiliza el «sentido común» sobre conceptos vagos, preguntándose por ejemplo: ¿En qué momento un montón de arena deja de serlo cuando se van quitando granos?
Más específicamente, la paradoja se produce porque mientras el sentido común sugiere que los montones de arena tienen las siguientes propiedades, estas propiedades son inconsistentes:
1. Dos o tres granos de arena no son un montón.
2. Un millón de granos de arena juntos sí son un montón.
3. Si n granos de arena no forman un montón, tampoco lo serán (n+1) granos.
4. Si n granos de arena son un montón, también lo serán (n−1) granos.

Si se aplica la inducción matemática, se comprueba que la tercera propiedad junto con la primera implican que un millón de granos de arena no forman un montón, contradiciendo la segunda propiedad. De modo análogo, combinando la segunda y la cuarta propiedad se demuestra que dos o tres granos sí son un montón, contradiciendo la primera propiedad.
La contradicción se descubre examinando las propiedades anteriores. Las dos últimas expresan claramente la idea de que no hay una separación clara entre lo que es un montón y lo que no es un montón. Sin embargo, las cuatro juntas implican que un conjunto de granos de arena puede clasificarse sin ningún problema como «montón» o «no montón».
Lo que muestra la paradoja es que estas dos ideas son contradictorias. Esto es, que una persona no puede afirmar, cuando está clasificando X:
1. Que no hay un límite claro que separa las X que son Y de las X que no son Y.
2. Que cada una de las X se puede clasificar como Y o como no Y.

## Historia de la paradoja
El argumento sorites es una de las diversas paradojas atribuidas a Eubulides de Mileto, filósofo griego de la escuela megárica. Algunas fuentes la remontan a Zenón de Elea. En la época helenística, los escépticos emplearon la paradoja para mostrar las debilidades de sistemas dogmáticos como el estoicismo.
Esta paradoja fue empleada por Samuel Beckett en algunas de sus piezas teatrales, como por ejemplo en Los días felices.